# Gawcott
Gawcott est un village du Buckinghamshire, un comté du centre de l’Angleterre.